# Шидловский, Алексей Николаевич
Алексе́й Никола́евич Шидло́вский (род. 19 ноября 1972) — советский и российский легкоатлет, специалист по толканию ядра. Выступал за сборные СССР и России по лёгкой атлетике в 1991—1996 годах, чемпион Европы среди юниоров, победитель и призёр первенств национального значения, участник летних Олимпийских игр в Атланте. Представлял Москву.

## Биография
Алексей Шидловский родился 19 ноября 1972 года. Занимался лёгкой атлетикой в Москве.
Впервые заявил о себе на международной арене в сезоне 1991 года, когда вошёл в состав советской национальной сборной и побывал на юниорском европейском первенстве в Салониках, откуда привёз награду золотого достоинства, выигранную в толкании ядра.
В 1995 году взял бронзу на зимнем чемпионате России в Волгограде и одержал победу на летнем чемпионате России в Москве.
В июле 1996 года с личным рекордом в 19,65 метра стал серебряным призёром на чемпионате России в Санкт-Петербурге, уступив только Евгению Пальчикову. Благодаря череде удачных выступлений удостоился права защищать честь страны на летних Олимпийских играх в Атланте — на предварительном квалификационном этапе толкнул ядро на 18,37 метра и в финал не вышел.
После атлантской Олимпиады больше не показывал сколько-нибудь значимых результатов в лёгкой атлетике.